# Red Grant
Red Grant is een personage in de James Bondfilm en roman From Russia with Love, gespeeld door de Engelse acteur Robert Shaw.

## Boek
In het boek From Russia with Love was de naam van het personage Donovan Grant en werkte hij voor SMERSH. Hij was geboren in Ierland. Hij was de zoon van een Ierse moeder en een Duitse vader. Kort na zijn geboorte stierf zijn moeder. Grant werd daarna moordenaar op vroege leeftijd. Na de oorlog werd hij naar Berlijn gestuurd waar hij bij het Britse leger kwam. Hij verraadde Groot-Brittannië en liep over naar de Sovjet-Unie waar hij opgeleid werd tot de belangrijkste moordenaar bij SMERSH. Als SMERSH van plan is James Bond te vermoorden, krijgt hij de opdracht van Rosa Klebb met hem mee te reizen via de Oriënt-Express. Grant wordt in de trein neergeschoten door Bond.

## Film
In de film From Russia with Love werkt Grant bij SPECTRE en is zijn naam gewijzigd in Donald Grant; hij verschijnt voor het eerst in het begin van de film. Hij wordt gerekruteerd door Rosa Klebb, Nr. 3 van de terroristische organisatie SPECTRE. Het is aan hem om als huurmoordenaar Bond te vermoorden aan het eind van het verhaal.
Hij wordt eropuit gestuurd om Bond te beschermen, totdat hij de Lektor (een fictieve decoderingsmachine van de Russen) heeft. Daarna vermoordt hij kapitein Nash, doet zich vervolgens voor als Nash, en komt zo in de Orient Express in samen met Bond. Als ze in Bonds coupé zijn, houdt hij Bond onder schot. Bond tracht hem af te kopen met de goudstukken in zijn koffer, en als hij vertelt dat er ook goudstukken in de koffer van Nash zitten (het was een koffer uit de standaarduitrusting) hapt Grant in het aas. Hij opent de koffer op de verkeerde manier zodat het traangas vrijkomt en Bond hem kan aanvallen. Na een lang verwoed gevecht tracht hij Bond te wurgen met het wurgkoord uit zijn horloge, maar Bond haalt uit een van de koffers het verborgen mes en steekt Grant ermee in zijn arm, waarna hij hem wurgt met zijn eigen koord.

## Trivia
- Red Grants vader schijnt voor te komen in het James Bond-boek van Charlie Higson Silverfin.